# Yvonne Blanc
Yvonne Blanc (eigentlich Yvonne Charlotte Ruffard, * 15. Mai 1906 in Nizza; † 27. März 1997 in Mandres-les-Roses, Île-de-France) war eine französische Jazz- und Unterhaltungsmusikerin (Piano).

## Leben und Wirken
Blanc nahm ab 1942 unter eigenem Namen für Decca eine Reihe von Swingnummern wie „Caldonia“, „Cow Cow Boogie“,  „Do Nothing till You Hear from Me“, „For Sentimental Reasons“ und „Tea for Two“ auf; in ihrer Band spielten u. a. Lucien Gallopain, Lucien Simoën, André Jourdan, Maurice Chaillou und Armand Molinetti. Im Bereich des Jazz war sie laut Tom Lord zwischen 1942 und 1950 an elf Aufnahmesessions beteiligt, auch mit Martha Love und dem Le Septuor Jazz de Paris, Dany Kane & Ensemble, Christian Bellest und Jerry Mengo. 1947 komponierte sie die Musik für den Kurzfilm Le pays d’Auge. Mit dem Quintette Rythmique de Paris (mit Eugène Vées, Georges Kay, Gérard Lévêque, Lucien Simoën) nahm Blanc die Titel „First Floor“ und „Train Bleu“ auf. Bei ihren Aufnahmen der Nachkriegszeit für Pathé verlegte sie sich auf Easy Listening und Tanzmusik und legte unter eigenem Namen mehrere EPs und LPs vor, wie Au Clavier de la Danse (1953), Joue Loulou Gasté (1954) und 16 succès – Au Clavier de la Danse (1955), u. a. mit Instrumentalversionen populärer Chansons der Zeit, etwa von Gilbert Becaud.